# Roizy
Roizy är en kommun i departementet Ardennes i regionen Grand Est (tidigare regionen Champagne-Ardenne) i nordöstra Frankrike. Kommunen ligger  i kantonen Asfeld som ligger i arrondissementet Rethel. År 2022 hade Roizy 220 invånare.

## Befolkningsutveckling
Antalet invånare i kommunen Roizy
Referens: INSEE